# Remigio Renzi

Remigio Renzi (* 1. Oktober 1857 in Rom; † 19. November 1938 ebenda) war ein italienischer Organist, Komponist und Musikpädagoge.
Renzi war Schüler von Gaetano Capocci. Er unterrichtete an der Accademia di Santa Cecilia in Rom, wo u. a. Pietro Yon, Elsa Respighi und Carlo Giorgio Garofalo zu seinen Schülern zählten. Von 1883 bis zu seinem Tod 1938 wirkte er als Organist am Petersdom. Er trat als Komponist von Orgelwerken
wie Andantino Cantabile, Pastorale per la notte di Natale - veglia dei Pastori und Fulgens stella maris hervor. Bekannt geblieben ist seine Toccata E-Dur, die in jüngerer Zeit von Domenico Severin auf CD aufgenommen wurde.